# Hàng không năm 1998
Đây là danh sách các sự kiện hàng không nổi bật xảy ra trong năm 1998:

## Chuyến bay đầu tiên

### Tháng 1
- AEA Explorer

### Tháng 2
- 28 tháng 2 - Ryan (hiện nay là Northrop Grumman) RQ-4 Global Hawk

### Tháng 3
- 6 tháng 3 - Bell Eagle Eye nguyên mẫu UAV.
- 12 tháng 3 - X-38 Crew Return Vehicle nguyên mẫu thử nghiệm khí quyển

### Tháng 7
- 26 tháng 7 - Scaled Composites Proteus